# バビロン三昧
『バビロン三昧』（バビロンざんまい）は、野梨原花南による日本のライトノベル。集英社WebマガジンCobaltにて掲載された。	

## ストーリー
二日酔いで起きたら知らない部屋にいた。塔みたいに積み上がった段ボール箱の上に、羽根布団を敷いて寝ていた。

内定していた会社が入社式当日に倒産し、「お前の帰ってくる家はない」と父親に言われてしまった奏芽。

あんなに頑張ったのに、就活って何だったんだろう。笑われるかもしれないけど、ちょっとしんどい。

風変わりな人々との出会いが、そんな奏芽を変えていく。

大量の物が散乱する部屋で、雪光と名乗るおばさんに、奏芽が頼まれた仕事とは？

それはともかくシャワーを浴びて、美味しいごはんを食べましょう。だって、あなたは生きている。

しんどい気持ちを抱えた全ての人へ送る、優しい日常再生譚。

## 登場人物
木厨 奏芽（きくりや かなめ）
入社式当日に会社が倒産。開店したばかりの蕎麦屋で酒を飲み、日置神社のベンチで寝ていたところを周一郎と葡萄に拾われた。
酒に弱く、チューハイ一杯で記憶が飛ぶ。葡萄のことを「葡萄さん」と呼ぶ。
雪光 葡萄（ゆきみつ ぶどう）
50歳。薄茶色の目。髪は薄茶色でうねった白髪が何本も目立つ。部屋では髪を後ろでまとめてコンドルクリップで前髪も上げていた。
職業は作家。大量の物が散乱する乱雑な部屋に住んでいる。奏芽曰く「葡萄さんの料理すごく美味しい」。
樹郎いわく「頼まれて気が向けばなんでも書く」。作品は樹郎曰く一度だけドラマ化し、そこそこ売れたらしい。
締め切りはちゃんと守るが、書き始めるとトイレ以外に立つことがなくなる。執筆に集中するあまり倒れ、救急車で運ばれたことが何度かあるらしい。
一年前から体調を崩していた。　周一郎のことは呼び捨て、奏芽のことは「キク」「お嬢さん」などと呼ぶ。
穂積 周一郎（ほづみ しゅういちろう）
黒髪で癖っ毛。奏芽曰く「線が細く、上品で美しい若者」。今年新卒。下戸。
日置神社の息子で、境内では浅黄色の袴と白い着物を身に着けている。
樹郎のことは「樹郎さん」、祖父母のことは「じいちゃん」「ばあちゃん」と呼ぶ。
坂下ロビンソン和夫（さかがみ ロビンソン かずお）
5話以降に登場。葡萄の一階上に住むサラリーマン。妻と子に逃げられたショックでベランダから投身自殺未遂を起こし、消防隊員に救助される。
「ロビンソン」の名は父親がブラジル人だから。
武藤 樹郎（むとう じゅろう）　
8話以降に登場。葡萄の編集担当にして周一郎の父親。半年ほど葡萄と同居していたが、葡萄の体調が戻ってきたため葡萄の部屋を出る。
片目に義眼を入れている。怪我の原因は子供だった周一郎。周一郎の母とは離婚・別居したあともつきあいがあった。
周一郎のことは呼び捨て、葡萄の事は「雪光先生」と呼ぶ。
宮村 喜名子（みやむら きなこ）
奏芽の親友。ふくよかで目も背も大きい。実家は蕎麦屋。
両親を「パパ」「ママ」と呼ぶ。奏芽とは家族ぐるみの付き合いで、奏芽は喜名子の父に悩みを相談したことがある。

## 連載
- 第1回 2017年7月14日更新
- 第2回 2017年7月21日更新
- 第3回 2017年7月28日更新
- 第4回 2017年9月8日更新
- 第5回 2017年9月15日更新
- 第6回 2017年9月22日更新
- 第7回 2017年11月10日更新
- 第8回 2017年11月17日更新
- 第9回 2017年11月24日更新